# Sidomulyo (Dempet)
Sidomulyo is een bestuurslaag in het regentschap Demak van de provincie Midden-Java, Indonesië. Sidomulyo telt 4003 inwoners (volkstelling 2010).